# Codice ATC R03
Il codice ATC R03 "Farmaci per la broncopneumopatia cronica ostruttiva" è un sottogruppo terapeutico del sistema di classificazione Anatomico Terapeutico e Chimico, un sistema di codici alfanumerici sviluppato dall'OMS per la classificazione dei farmaci e altri prodotti medici. Il sottogruppo R03 fa parte del gruppo anatomico R dell'apparato respiratorio.
Codici per uso veterinario (codici ATCvet) possono essere creati ponendo la lettera Q di fronte al codice ATC umano: QR03 ... I codici ATCvet senza corrispondente codice ATC umano sono riportati nella lista seguente con la Q iniziale.
Numeri nazionali della classificazione ATC possono includere codici aggiuntivi non presenti in questa lista, che segue la versione OMS.

## R03A Adrenergici, da inalare

### R03AA Agonisti dei recettori adrenergici alfa e beta
R03AA01 Epinefrina

### R03AB Agonisti non selettivi dei recettori beta adrenergici
R03AB02 Isoprenalina
R03AB03 Orciprenalina

### R03AC Agonisti selettivi dei beta-2-adrenorecettori
R03AC02 Salbutamolo
R03AC03 Terbutalina
R03AC04 Fenoterolo
R03AC05 Rimiterolo
R03AC06 Exoprenalina
R03AC07 Isoetarina
R03AC08 Pirbuterolo
R03AC09 Tretochinolo
R03AC10 Carbuterolo
R03AC11 Tulobuterolo
R03AC12 Salmeterolo
R03AC13 Formoterolo
R03AC14 Clenbuterolo
R03AC15 Reproterolo
R03AC16 Procaterolo
R03AC17 Bitolterolo
R03AC18 Indacaterolo
R03AC19 Olodaterolo

### R03AK Adrenergici in combinazione con corticosteroidi o altre droghe, esclusi anticolinergici
R03AK01 Adrenalina e altri farmaci per le malattie respiratorie ostruttive
R03AK02 Isoprenalina e altri farmaci per le malattie respiratorie ostruttive
R03AK04 Salbutamolo e sodio cromoglicato
R03AK05 Reproterolo e sodio cromoglicato
R03AK06 Salmeterolo e fluticasone
R03AK07 Formoterolo e budesonide
R03AK08 Formoterolo e beclometasone
R03AK09 Formoterolo e mometasone
R03AK10 Vilanterolo e fluticasone furoato
R03AK11 Formoterolo e fluticasone
R03AK12 Salmeterolo e budesonide
R03AK13 Salbutamolo e beclometasone

### R03AL Adrenergici in combinazione con anticolinergici e corticosteroidi
R03AL09 Formoterolo e Glicopirronio bromuro e Beclometasone

### R03AL Adrenergici in combinazione con anticolinergici
R03AL01 Fenoterolo e ipratropio bromuro
R03AL02 Salbutamolo e ipratropio bromuro
R03AL03 Vilanterol e umeclidinio bromuro
R03AL04 Indacaterolo e glicopirronio bromuro
R03AL05 Formoterolo e aclidinio bromuro
R03AL06 Olodaterolo e Tiotropio bromuro

## R03B Altri farmaci per le malattie respiratorie ostruttive, da inalare

### R03BA Glucocorticoidi
R03BA01 Beclometasone
R03BA02 Budesonide
R03BA03 Flunisolide
R03BA04 Betametasone
R03BA05 Fluticasone
R03BA06 Triamcinolone
R03BA07 Mometasone
R03BA08 Ciclesonide
R03BA09 Fluticasone furoato

### R03BB Anticolinergici
R03BB01 Ipratropio bromuro
R03BB02 Ossitropio bromuro
R03BB03 Stramonio, preparazioni
R03BB04 Tiotropio bromuro
R03BB05 Aclidinio bromuro
R03BB06 Glicopirronio bromuro
R03BB07 Umeclidinio bromuro
R03BB54 Tiotropio bromuro, combinazioni

### R03BC Agenti antiallergici, esclusi i corticosteroidi
R03BC01 Acido cromoglicico
R03BC03 Nedocromil

### R03BX Altri farmaci per le malattie respiratorie ostruttive, da inalare
R03BX01 Fenspiride

## R03C Adrenergici per uso sistemico

### R03CA Agonisti dei recettori alfa e beta-adrenergici
R03CA02 Efedrina

### R03CB Agonisti non-selettivi dei recettori beta-adrenergici
R03CB01 Isoprenalina
R03CB02 Metossifenamina
R03CB03 Orciprenalina
R03CB51 Isoprenalina, combinazioni
R03CB53 Orciprenalina, combinazioni

### R03CC Agonisti selettivi dei recettori beta-2-adrenergici
R03CC02 Salbutamolo
R03CC03 Terbutalina
R03CC04 Fenoterolo
R03CC05 Exoprenalina
R03CC06 Isoetarina
R03CC07 Pirbuterolo
R03CC08 Procaterolo
R03CC09 Tretochinolo
R03CC10 Carbuterolo
R03CC11 Tulobuterolo
R03CC12 Bambuterolo
R03CC13 Clenbuterolo
R03CC14 Reproterolo
R03CC53 Terbutalina, combinazioni
QR03CC90 Clenbuterolo, combinazioni

## R03D Altri farmaci sistemici per le malattie respiratorie ostruttive

### R03DA Xantine
R03DA01 Diprofillina
R03DA02 Colina teofillinata
R03DA03 Proxifillina
R03DA04 Teofillina
R03DA05 Aminofillina
R03DA06 Etamifillina
R03DA07 Teobromina
R03DA08 Bamifillina
R03DA09 Acefillina piperazina
R03DA10 Bufillina
R03DA11 Doxofillina
R03DA20 Combinazioni di xantine
R03DA51 Diprofillina, combinazioni
R03DA54 Teofillina, combinazioni esclusi psicolettici
R03DA55 Aminofillina, combinazioni
R03DA57 Teobromina, combinazioni
R03DA74 Teofillina, associazioni con psicolettici

### R03DB Xantine e adrenergici
R03DB01 Diprofillina e adrenergici
R03DB02 Colina teofillinata e adrenergici
R03DB03 Prossifillina e adrenergici
R03DB04 Teofillina e adrenergici
R03DB05 Aminofillina e adrenergici
R03DB06 Etamifillina e adrenergici

### R03DC Antagonisti del recettore dei leucotrieni
R03DC01 Zafirlukast
R03DC02 Pranlukast
R03DC03 Montelukast
R03DC04 Ibudilast
R03DC53 Montelukast, combinazioni

### R03DX Altri farmaci sistemici per le malattie respiratorie ostruttive
R03DX01 Amlexanox
R03DX02 Eprozinolo
R03DX03 Fenspiride
R03DX05 Omalizumab
R03DX06 Seratrodast
R03DX07 Roflumilast
R03DX08 Reslizumab
R03DX09 Mepolizumab